# Io e la mia ragazza

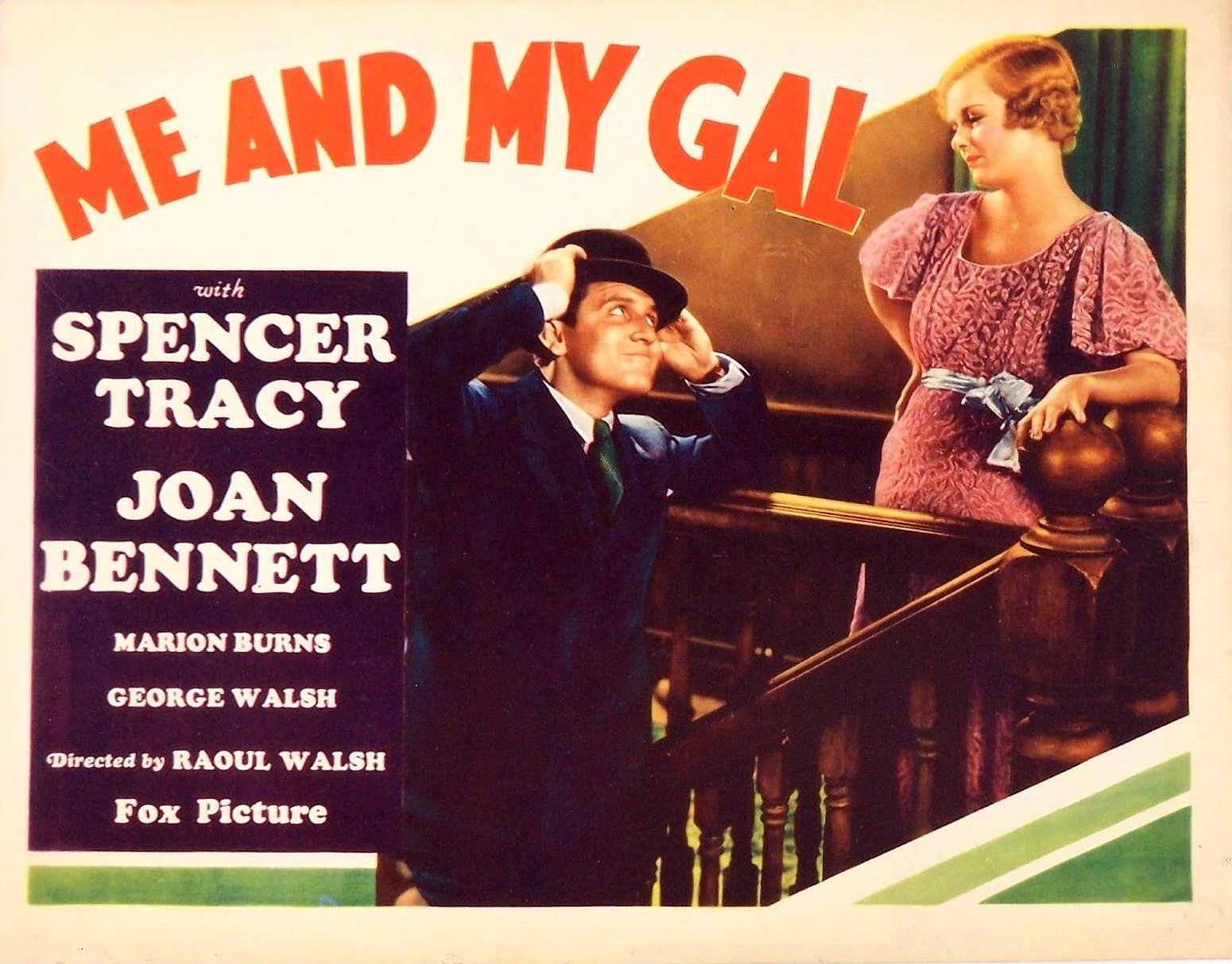
Locandina del film

Io e la mia ragazza (Me and My Gal) è un film del 1932 diretto da Raoul Walsh.

## Trama
Un giovane poliziotto si innamora della propria vicina di casa e la sorella di questa si infatua di un gangster che il ragazzo deve mettere dentro. La trama è quasi inesistente e Walsh sarebbe il primo a disconoscere qualsiasi lettura che si avvicini all'intento tematico, ma non si può confondere Me and My Gal con niente di meno che un capolavoro ruvido e sguaiato, e forse il miglior film di Walsh. Dialoghi maturi, pre-Codice, tolleranza zero per le scazzottate da ubriachi - è tutto qui: la visione del mondo di Raoul Walsh, incarnata nell'infallibile e smaliziata bussola morale di Spencer Tracy , interpretata in modo esilarante in 78 minuti magici. L'interruzione dell'inquadratura finale da parte di un barbone ubriaco, che ammicca per rompere la quarta parete, servirebbe come un degno saluto a un qualsiasi altro grande film di Walsh: "Beh, è tutto finito. Dai, prendiamoci un altro drink!"